# Джеякантан Дандапані
Джеякантан Дандапані (24 квітня 1934 року— 8 квітня 2015 року) — індійський письменник, журналіст, оратор, режисер, критик і активіст. 

## Біографія
Джаякантан народився в 1934 році в родині землеробів у Манджакуппамі в окрузігу Південний Аркот. Вихованням займалась мати та дядьки по материнській лінії.  У дитинстві захоплювався роботами Субраманії Бхараті. Джаякантхан кинув школу після закінчення п'ятого класу, оскільки вважав, що навчання завадить його політичній активності.  
У 1946 році він виїхав до Мадраса. Знайшов роботу складача у друкарні Комуністичної партії Індії (CPI). Ставши активним членом партії, він почав вивчати теми, що стосуються світової літератури, культури, політики та журналістики. Джаякантан почав писати для прокомуністичних журналів. Протягом наступних кількох років він зарекомендував себе як один із найпопулярніших письменників у партії. Його ранні роботи були зосереджені на тяжкому становищі мешканців нетрів.

## Творчість
Джаякантан написав своє перше оповідання для тамільського журналу під назвою в 1953 році. Після   успіху Джаякантан почав писати для  журналів. У 1964 році Джаякантан почав зніматися в кіно, ставши співпродюсером і режисером фільму , заснованого на його романі.  Фільм присвячений тяжкому становищу мешканців нетрів. Незважаючи на комерційну невдачу, він отримав почесну грамоту президента за третій найкращий повнометражний фільм у 1965 році   
У 2008 році Равісубраманіян зняв документальний фільм про Джаякантан. У лютому 2014 року Джаякантан був госпіталізований до приватної лікарні в Ченнаї після хвороби. Після короткої хвороби він помер 8 квітня 2015 року 

## Особисте життя
Джаякантан був одружений на своїй двоюрідній сестрі. У подружжя було дві доньки та син. Джаякантан народився в родині, де було багато політичних активістів, і зацікавився політикою в молодому віці. Він став сильним прихильником CPI з моменту вступу до партії в 1950-х роках.

## Літературний стиль і тематика
Більшість творів Джаякантана розповідають про життя простих людей, таких як рикші, повії та збирачі ганчір’я. В інтерв'ю він сказав, що він провів своє життя серед таких людей. Це спонукало його полюбити їх. 

## Критика
Тамільський письменник Джеямохан написав  статті про вигаданий світ у творах Джаякантана 
овнометражний документальний фільм про нього знятий режисером Раві Субраманіамом 

## Твори Джеякантан Дандапані

### Нон-фікшн
- Політичні переживання літератора; 1974 [6]
- Переживання літературної людини у світі мистецтва; 1980 [6]

### Оповідання
У портфоліо Джаякантана 200 оповідань.  

### Нариси
- Бхараті Падам (1974)
- Imayaththukku Appal (1979)

## Нагороди та відзнаки
- Премія Sahitya Akademi для Сіла Нерангаліл Сіла Манітаргал (1972) [2]
- Стипендіат Sahitya Akademi (1996) [2]
- Премія Джнанпіта (2002) [2]
- Падма Бхушан (2009) [2]
- Державна кінопремія Тамілнаду за найкращого сценариста (1978)